# Deathtrap Dungeon
 (mars 2012).
Si vous disposez d'ouvrages ou d'articles de référence ou si vous connaissez des sites web de qualité traitant du thème abordé ici, merci de compléter l'article en donnant les références utiles à sa vérifiabilité et en les liant à la section « Notes et références ».
Deathtrap Dungeon est un jeu vidéo d'action-aventure, édité par Eidos Interactive et développé par Asylum Entertainment. Il est sorti en 1998 sur PlayStation et PC.
Le jeu est basé sur le livre dont vous êtes le héros de l'auteur britannique Ian Livingstone intitulé Le Labyrinthe de la mort dans la collection Défis fantastiques.

## Synopsis
L'action du jeu se passe à Fang, cité des Âmes Perdues, autrefois appelée cité d'Abondance. Elle est dirigée par le baron Sukumvit, un ignoble tyran, qui a fait construire, dans les montagnes qui dominent la ville, une sorte de labyrinthe peuplé de monstres et truffé de pièges, baptisé Deathtrap Dungeon. Tous ceux qui ont été enfermés dedans ne sont jamais parvenus à en sortir (vivants). Le baron étant joueur, il lance un défi : si quelqu'un parvient à venir à bout de Melkor le Dragon Rouge et à sortir vivant du labyrinthe, il touchera une récompense de 10 000 pièces d'or, en plus de la promesse du baron de ne plus diriger la ville. Cette annonce attire de nombreux aventuriers, dont deux que le joueur peut incarner : le barbare Chaindog ou l'amazone Lotus Rouge.

## Système de jeu
Avant le début de l'aventure, le joueur doit choisir entre Chaindog et Lotus Rouge.
Le joueur peut avoir le choix entre multiples armes de plusieurs types : armes au corps à corps (marteaux, épées), à distance (bombes, mousquet, fusil, etc.). Il peut également utiliser des sorts (sort de feu, sort du rasoir), des protections (invisibilité, charme d'anti-magie) et quelques potions (potion de vie, potion de force, potion de vitesse, antidote). Il peut également combattre à mains nues.
À certains endroits, le joueur peut ramasser des clés de différents matériaux (or, argent) pour ouvrir des portes et ainsi continuer sa progression dans le jeu. Le joueur peut également utiliser des craies pour laisser une trace de son passage et ainsi éviter de se perdre.
Le joueur débute la partie avec cent points de vie, ce nombre peut toutefois être dépassé grâce à des potions rares, appelées Ankh de vitalité, qui rapportent cent points de vie. S'il est blessé, le joueur peut utiliser des potions de santé, qui rapportent quinze points de vie, ou qui peuvent simplement être stockées dans l'inventaire si le joueur a perdu moins de quinze points de vie.
Plusieurs sortes de monstres peuvent être affrontés dans le jeu : machines, dinosaures, araignées, insectes (rampants ou volants), zombies, fantômes, chevaliers, orcs, dragons, lutins, gobelins, clowns, prêtresses guerrières, démons, hybride homme-animal, etc. Certains ne sont sensibles qu'à une seule sorte d'armes ou de sorts.